# Susan Oliver

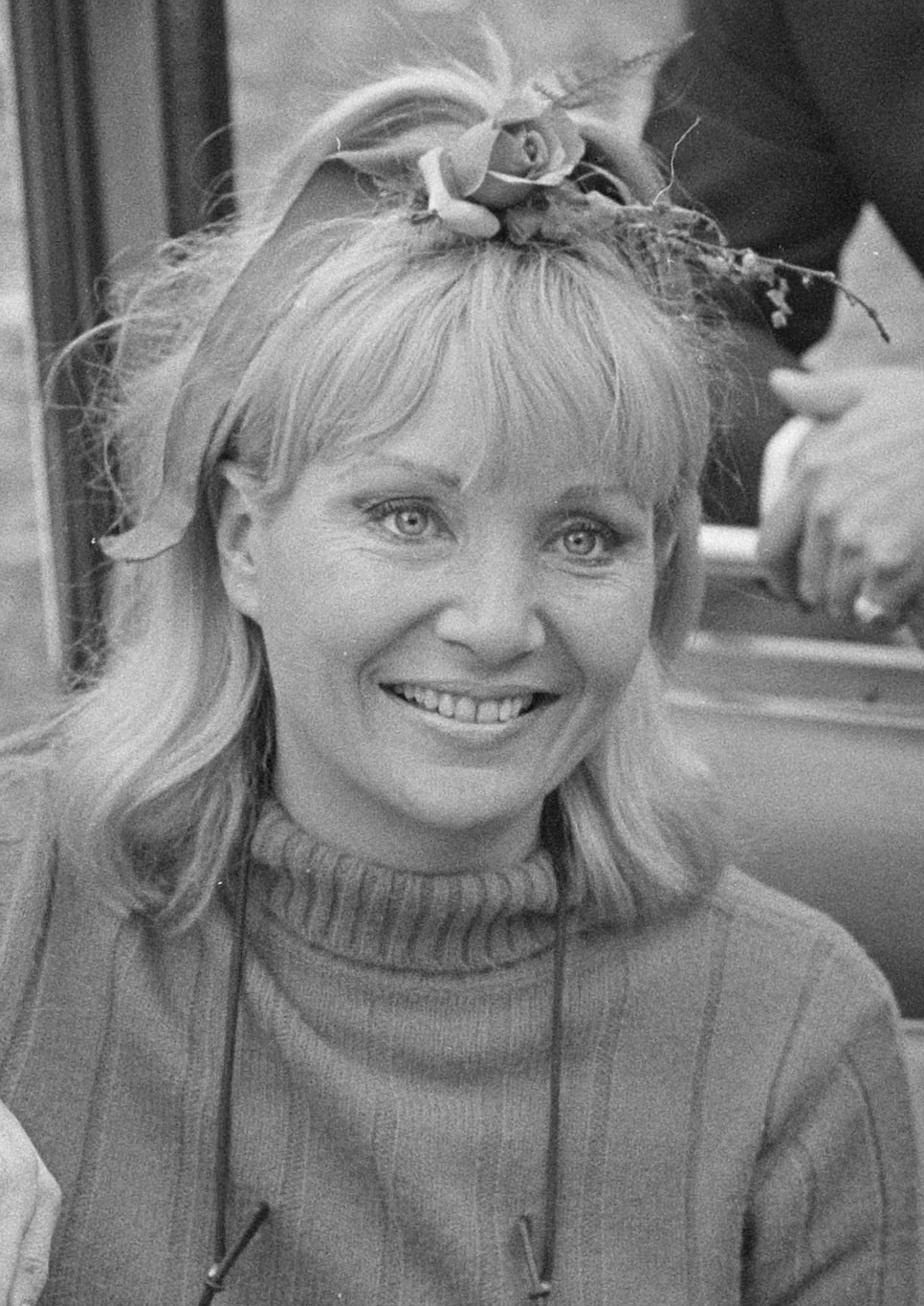
Susan Oliver (1971)

Susan Oliver (* 13. Februar 1932 in New York City als Charlotte Gercke; † 10. Mai 1990 in Woodland Hills, Kalifornien) war eine US-amerikanische Filmschauspielerin und Filmregisseurin, die auch als Pilotin Bekanntheit erlangte.

## Leben
Oliver wurde als Tochter der in Hollywood bekannten Astrologin Ruth Hale Oliver und des Zeitungsverkäufers George Gercke geboren.
Ihr Filmdebüt gab sie 1956 in einer Episode der Fernsehserie Studio One. Weitere Angebote folgten. So war sie die erste weibliche Gastdarstellerin der Science-Fiction-Serie Raumschiff Enterprise. Im erst 1988 auf VHS veröffentlichten Pilotfilm Der Käfig, der aber 1966 bereits größtenteils innerhalb der Serie in der Episode Talos IV – Tabu gezeigt wurde, spielte sie eine auf einem Planeten gestrandete Frau. Mit ihr sollte der damalige Captain der Enterprise Christopher Pike (Jeffrey Hunter) von Außerirdischen zur Gründung einer Familie gezwungen werden.
Einen Flugzeugabsturz ihrer eigenen Piper Comanche im Jahr 1966 überlebte sie. Als Pilotin gewann sie das Powder Puff Derby von 1970. Sie wollte die erste Frau werden, die in einem Ein-Personen-Flugzeug von New York nach Moskau fliegt. Doch über Dänemark endete die Reise, nachdem die sowjetischen Behörden den Überflug über die UdSSR verboten hatten. Oliver publizierte ihre Erfahrungen als Pilotin in ihren Memoiren Odyssey.
Susan Oliver starb im Alter von 58 Jahren an Lungenkrebs.

## Filmografie (Auswahl)

### Fernsehserien
- 1960: The Twilight Zone (eine Folge)
- 1957–1963: Wagon Train (vier Folgen)
- 1961–1963: Heute Abend Dick Powell (The Dick Powell Show, drei Folgen)
- 1960: Bonanza (Staffel 1 Folge 17, Die Ausgestoßenen von Virginia City)
- 1960: The Barbara Stanwyck Show (eine Folge)
- 1961: Chicago 1930 (The Untouchables, eine Folge)
- 1963: Auf der Flucht (The Fugitive, Folgen 1x04–1x05)
- 1964: The Andy Griffith Show (eine Folge)
- 1964: Preston & Preston (The Defenders, eine Folge)
- 1965: Ben Casey (eine Folge)
- 1965–1970: Die Leute von der Shiloh Ranch (The Virginian, vier Folgen)
- 1965: Der Käfig (Pilotfilm – Raumschiff Enterprise)
- 1966: Der Mann ohne Namen (Rope’s End, eine Folge)
- 1966: Raumschiff Enterprise (Star Trek, Fernsehserie, 1. Staffel, Folgen 11+12 Talos IV – Tabu – Teil 1+2 als Vina)
- 1967–1968: Invasion von der Wega (The Invaders, zwei Folgen)
- 1971: Alias Smith und Jones (Alias Smith and Jones, eine Folge)
- 1972: Rauchende Colts (Gunsmoke, eine Folge)
- 1974: Barnaby Jones (eine Folge)
- 1974: Polizeiarzt Simon Lark (Police Surgeon, eine Folge)
- 1977: Die Straßen von San Francisco (The Streets of San Francisco, eine Folge)
- 1985: Magnum (Magnum, p.i., eine Folge)
- 1985: Mord ist ihr Hobby (Murder, She Wrote, zwei Folgen)
- 1987: Simon & Simon (eine Folge)
- 1966: Peyton Place (48 Folgen)
- 1974: PETROCELLI Ep. 1.4 "Edge of Evil" (1974)

### Spielfilme
- 1957: The Green-Eyed Blonde
- 1960: Telefon Butterfield 8 (Butterfield 8)
- 1959: Jazz-Ekstase
- 1963: Frauen, die nicht lieben dürfen (The Caretakers)
- 1964: Der Tölpel vom Dienst (The Disorderly Orderly)
- 1964: Looking for Love
- 1964: Your Cheatin’ Heart
- 1965: …Und Knallten Ihn Nieder (Guns of Diablo)
- 1967: The Love – Ins
- 1968: Sein Name war Gannon (A Man Called Gannon)
- 1969: Change of Mind
- 1969: The Monitors
- 1970: Helden werden nicht Geboren (Carter's Army)
- 1970: Company of Killers
- 1970: Death in Space
- 1971: Do You Take This Stranger?
- 1974: Der Morgen, als Ginger kam (Ginger in the Morning)
- 1976: Amelia Earhart
- 1980: Dan August: Once Is Never Enough
- 1980: Alles in Handarbeit (Hardly Working)
- 1982: Das Zukunftsbaby (Tomorrow’s Child)
- 1985: International Airport

### Als Regisseurin
- 1982: M*A*S*H
- 1983: Trapper John, M.D.

## Auszeichnungen
Für ihre letzte Broadway-Rolle in Patate gewann Susan Oliver 1959 den Theatre World Award. Im Jahr 1977 war sie für ihre Darstellung der Neta Snook in der Verfilmung des Lebens von Amelia Earhart mit einem Emmy nominiert.